# Mykolajiwka (Kramatorsk)
Mykolajiwka (ukrainisch Миколаївка; russisch Николаевка Nikolajewka) ist eine Stadt im Norden der ukrainischen Oblast Donezk mit etwa 15.000 Einwohnern (2014).

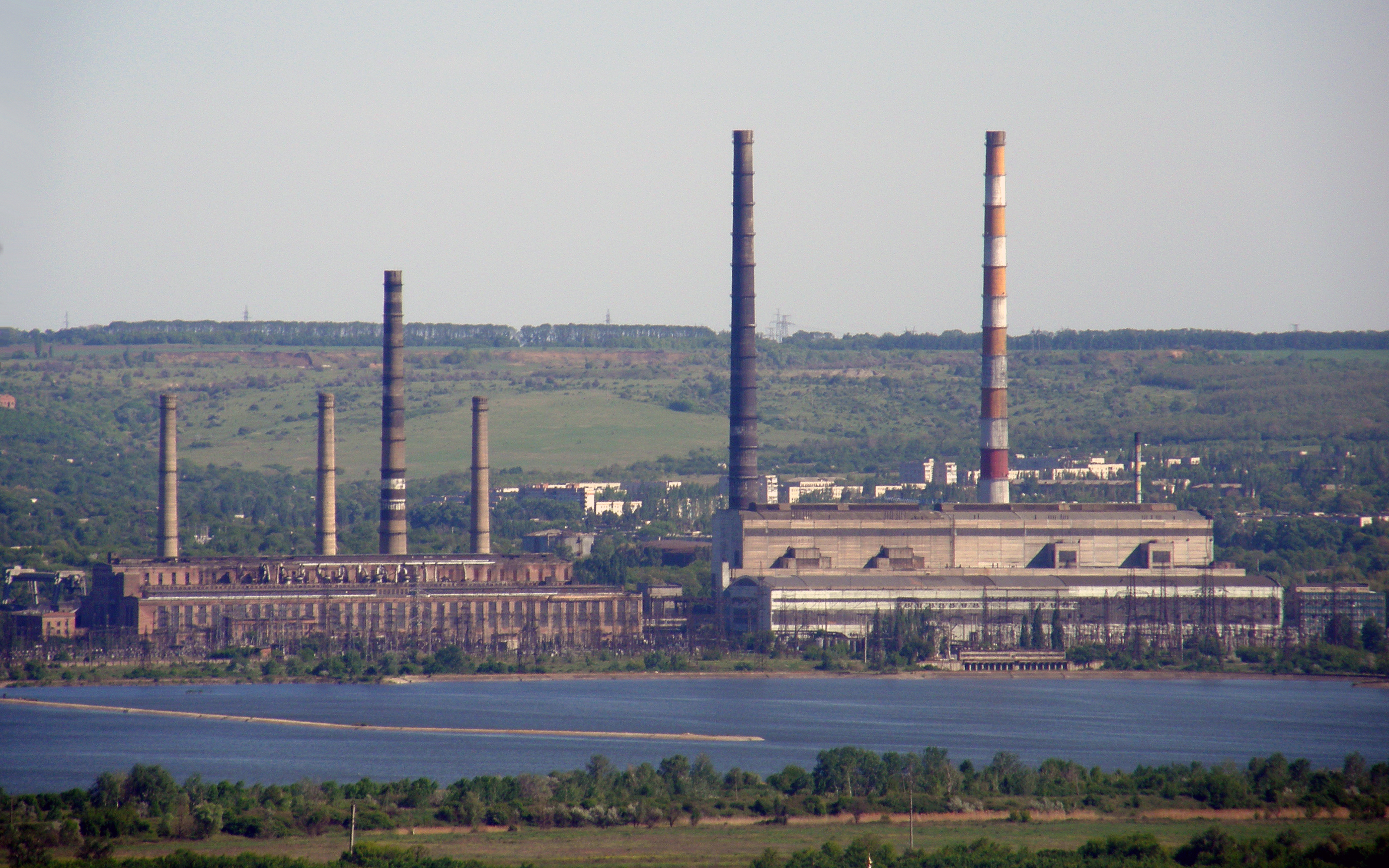
Das Wärmekraftwerk Слов'янська ТЕС in Mykolajiwka

Die in der ersten Hälfte des 18. Jahrhunderts gegründete Ortschaft war während der sowjetischen Periode eine Siedlung städtischen Typs. Ihr wurde am 18. November 2003 der Stadtstatus verliehen.
Die Stadt liegt nahe dem Südufer des Siwerskyj Donez etwa 10 Kilometer östlich der Rajonshauptstadt Slowjansk, die Oblasthauptstadt Donezk befindet sich etwa 125 Kilometer südlich von Mykolajiwka.

## Verwaltungsgliederung
Am 21. Juli 2015 wurde die Stadt zum Zentrum der neugegründeten Stadtgemeinde Mykolajiwka (Миколаївська міська громада/Kostjantyniwska miska hromada). Zu dieser zählten auch die 10 in der untenstehenden Tabelle aufgelisteten Dörfer, bis dahin bildete sie die gleichnamige Stadtratsgemeinde Mykolajiwka (Миколаївська міська рада/Kostjantyniwska miska rada) als Teil der Stadtratsgemeinde Slowjansk im Osten des sie umgebenden Rajons Slowjansk.
Am 8. September 2016 wurde die bis dahin zum Stadtkreis von Slowjansk gehörende Stadt administrativ dem Rajon Slowjansk unterstellt.
Am 12. Juni 2020 kam noch die 2 Siedlungen städtischen Typs Donezke und Rajhorodok sowie die Dörfer Karpiwka und Selesniwka zum Gemeindegebiet.
Am 17. Juli 2020 wurde der Ort ein Teil des Rajons Kramatorsk.
Folgende Orte sind neben dem Hauptort Mykolajiwka Teil der Gemeinde:
| Name                     | Name              | Name                                 |
| ukrainisch transkribiert | ukrainisch        | russisch                             |
| ------------------------ | ----------------- | ------------------------------------ |
| Donezke                  | Донецьке          | Донецкое (Donezkoje)                 |
| Jurkiwka                 | Юрківка           | Юрковка (Jurkowka)                   |
| Karpiwka                 | Карпівка          | Карповка (Karpowka)                  |
| Malyniwka                | Малинівка         | Малиновка (Malinowka)                |
| Nykonoriwka              | Никонорівка       | Никоноровка (Nikonorowka)            |
| Orichuwatka              | Оріхуватка        | Ореховатка (Orechowatka)             |
| Perschomarjiwka          | Першомар'ївка     | Першомарьевка (Perschomarjewka)      |
| Pyskuniwka               | Пискунівка        | Пискуновка (Piskunowka)              |
| Raj-Oleksandriwka        | Рай-Олександрівка | Рай-Александровка (Rai-Alexandrowka) |
| Rajhorodok               | Райгородок        | Райгородок (Raigorodok)              |
| Selesniwka               | Селезнівка        | Селезнёвка (Selesnjowka)             |
| Starodubiwka             | Стародубівка      | Стародубовка (Starodubowka)          |
| Tychoniwka               | Тихонівка         | Тихоновка (Tichonowka)               |
| Wasjutynske              | Васютинське       | Васютинское (Wasjutinskoje)          |

## Söhne und Töchter der Stadt
- Wassyl Archypenko (* 1957), sowjetisch-ukrainischer Hürdenläufer